# 조병규 (정치인)
조병규(趙炳奎, 1923년 10월 9일~2004년 2월 28일)는 대한민국의 정치인이다. 제15대 경기도지사이다. 제18대 경남도지사, 제10·11대 국회의원을 지냈다.

## 학력
- 조선 보통 문관시험 합격
- 진주농업고등학교 5년 졸업
- 부산대학교 법학부 4년 졸업
- 서울대학교 행정대학원 행정학 석사

## 생애
1923년 함안 조씨 집성촌인 경상남도 사천군 용현면 금문리에서 소작농을 보유한 대지주의 아들로 태어났다. 조선 진주공립농업학교를 졸업하였다. 그 후 조선보통문관시험에 합격하였다. 이후 부산대학교를 졸업하고, 1964년 서울대학교에서 행정학 석사 학위를 취득하였다.
8.15 광복 후에도 고위관료로 입각하였다. 박정희 시대 때 전라북도 부지사, 경기도지사, 경상남도지사, 1979년 제10대 유신정우회 국회의원, 1981년 제11대 한국국민당 국회의원 직위에 취임하는 등 고관대작이었다.
2004년 2월 28일 자택에서 숙환으로 별세하였다.

## 경력
- 경남 창원군수
- 법제처 서기관
- 전북 부지사
- 경남 부지사
- 내무부 기획관리실장
- 경기도지사
- 경남도지사
- 국민당 중앙위 의장

## 역대 선거 결과
|  | 0% |

|  | 27.35% |

|  | 18.08% |